# 진동항
진동항은 경상남도 창원시 마산합포구 진동면 고현리에 있는 어항이다. 1972년 2월 23일 지방어항으로 지정하여 관리하고 있다. 시설관리자는 창원시장이다.

## 어항 연혁
- 진동이란 본래 진해부의 동면이라는 데서 비롯된다. 창원시 남서에 위치하며, 동으로는 현동, 서로는 진북면, 남으로는 고성만, 북으로는 내서읍에 각각 접한다. 본래 진해부의 지역으로 1908년 창원군에 편입되어 진동면이 되고 1910년 마산부제 실시에 따라 마산부에 편입되었다.

## 어항 시설
- 방파제 405m, 물양장 202m

## 주요 어종
- 미더덕